# کیتولانگومووا
کیتولانگومووا (به لاتین: Kitulangomuwa) یک منطقهٔ مسکونی در سری‌لانکا است که در استان مرکزی (سری‌لانکا) واقع شده‌است.